# Кристиана Ф.
Кристиана Ф. (нем. Christiane F.); настоящее имя — Вера Кристиана Фельшеринов (нем. Vera Christiane Felscherinow); 20 мая 1962, Гамбург) — писательница, известная по автобиографической книге «Мы, дети со станции Зоо» и основанным на ней полнометражному фильму и сериалу, в которых описан её опыт употребления наркотиков в подростковом возрасте.

## Детство
Кристиана родилась в Гамбурге, но ещё ребёнком переехала с родителями в Западный Берлин. Семья поселилась в высотном доме в социально неблагополучном районе Гропиусштадт в округе Нойкёльн. Отец Кристианы бил жену и детей, и в итоге её родители развелись.
Когда Кристиане исполнилось 12 лет, она начала курить гашиш в местном молодёжном клубе вместе с компанией друзей: Андиасом Атзе, Андиесом Витесом и ещё двумя парнями, имена которых полиции достоверно неизвестны (впоследствии трое из четырёх скончались от передозировок в течение 1977 года), которые были на два года старше её.
Постепенно подростки начали экспериментировать с ЛСД, различными видами таблеток и более тяжёлыми наркотиками. В конце концов за месяц до своего 14-летия Кристиана попробовала героин.
К 15 годам девушка стала наркоманкой и проституткой, большую часть времени проводя на самой крупной станции городского железнодорожного транспорта того времени — «Зоологический Сад». Кристиана была частью печально известной группы подростков — наркоманов и проституток обоих полов.

## Книга
Два журналиста из новостного журнала «Штерн» Кай Герман и Хорст Рик встретили Кристиану в 1978 году в Берлине, где она была свидетельницей по делу против мужчины, который давал несовершеннолетним девочкам героин в обмен на секс. Герман и Рик хотели изучить проблему наркотиков среди подростков в Берлине, которая была очень серьёзной, но в то же время умалчиваемой. Они провели двухчасовое интервью с Кристианой.
Эти два часа вылились в два месяца, в течение которых Кристиана дала полное описание жизни наркоманов и проституток, которую испытали на себе она и другие подростки в 1970-х в Западном Берлине. Журналисты последовательно опубликовали серию статей в журнале «Штерн», основанных на записях интервью с Кристианой.
Интервью были очень обширными, и в конечном счёте издательский дом «Stern» решил опубликовать книгу Кристианы Ф. «Мы, дети станции Зоо» в 1979 году. Книга описывает жизнь Кристианы с 1975 по 1978 годы, когда ей было 12-15 лет. Повествование идёт от первого лица, от имени Кристианы, но книга написана журналистами, которые фактически стали литературными неграми.
Мать Кристианы и люди, которые были свидетелями ухудшения ситуации с наркотиками в Берлине в то время, также внесли вклад в написание книги. В произведении повествуется о нескольких друзьях Кристианы наряду с другими наркоманами, а также описываются типичные места наркомании в Берлине.

## Фильм
В 1981 году история Кристианы превратилась в фильм, режиссёром которого стал Ули Эдель, а продюсером Бернд Айхингер и Ханс Вет. В Германии названием фильма стало «Wir Kinder vom Bahnhof Zoo», а в англоязычных странах — «Christiane F». Сценарий был написан Германом Вайгелем. Главную роль исполнила немецкая актриса Натя Брункхорст.
Во время работы над фильмом Кристиана давала советы, но сама в картине не появилась. Большая часть фильма снята в настоящих мрачных окрестностях Гропиусштадта и станции Зоо. Дэвид Боуи, любимый певец Кристианы того времени, появляется в фильме в роли себя самого на концерте. Почти вся музыка в фильме предоставлена Боуи, и в 1981 году был выпущен его альбом-саундтрек «Christiane F».

## Сериал
В октябре 2019 года стало известно, что компания Amazon и Constantin Television снимают мини-сериал, основанный на книге «Мы, дети со станции Зоо». Роль Кристианы исполняет австрийская актриса Яна МакКиннон.

## Дальнейшие события
После успешных книги и фильма Кристиана обнаружила, что стала кем-то вроде звезды. Многие девочки Германии начали почитать её и подражать её стилю одежды, а также совершать визиты на станцию Зоо, которая стала местом паломничества туристов. Это озадачило экспертов по подростковой наркомании, которые были напуганы тем, что несмотря на реалистичные сцены «ломки», показанной в фильме, молодёжь начнёт считать Кристиану героиней и моделью для подражания.
Книга была продана невероятно успешно — тираж в Германии перевалил за три миллиона экземпляров — но, несмотря на это, нельзя сказать, что Кристиана очень богата — её гонорар составил миллион марок, которых хватило не так уж надолго. Она продолжила бороться с зависимостью от наркотиков, однако время от времени их употребляла.
Кристиана выпустила несколько музыкальных записей с Александром Хаке, снималась в кино. Жила в США и в Греции, в 1993 году вернулась в Германию. В 1994 году начала употреблять метадон. В какой-то момент в связи с наркотиками оказалась в тюрьме.
Жила с сыном (родился в 1996) в квартире в Тельтове. Однако в 2008 году переехала с ребёнком в Амстердам и, по сообщениям, снова стала употреблять наркотики. Как следствие, Кристиана временно потеряла право опеки над сыном, который был отобран у неё властями во время визита в Берлин в августе 2008 года.
Согласно докладу в немецких СМИ, женщина была замечена приблизительно месяц спустя, покупая наркотики у станции метро Котбуссер Тор (одно из главных мест оборота наркотиков в Берлине). В конце января 2011 года Кристиана была ещё раз в контакте с полицейскими, когда те проверяли её сумку во время рейда наркополиции на Морицплац (другая берлинская станция метро, известная как центральная точка для незаконного оборота наркотиков), однако наркотиков не нашли. Кристиана до сих пор получает письма от поклонников, СМИ Германии также проявляют к ней интерес, желая знать, чем она занимается все эти годы.
В декабре 2013 года, после выхода её книги «Моя вторая жизнь», Кристиана дала интервью, в котором рассказала, что проходит метадоновую терапию и лечится от цирроза печени.
В настоящее время проживает в Тельтове, пригороде Берлина.

## Дискография
- «Wunderbar»(1982)
- «Gesundheit!» (12"), Posh Boy (1982)
- «Christiana — Final Church» (Maxi-single, 1982)
- «Wunderbar / Health Dub» (12"), Playhouse (2003)
- «Dream»
- «Spinnen»
- «Süchtig»